# Ligne M12 du métro d'Istanbul
La ligne M12 du métro d'Istanbul est un projet de construction en cours de réalisation d'une ligne du réseau métropolitain dans la partie asiatique d'Istanbul en Turquie. Sa mise en service est prévue pour 2024. Elle comptera 11 stations pour 13 kilomètres de longueur.

## Historique

### Chronologie
- horizon 2024 : 60. Yıl Parkı - Kâzım Karabekir

## Caractéristiques

### Stations en construction et correspondances
|  |   |  |  | Station               | Coordonnées                  | Correspondances   |
|  | - |  |  | --------------------- | ---------------------------- | ----------------- |
|  | O |  |  | 60. Yıl Parkı         | 40° 58′ 11″ N, 29° 03′ 23″ E |                   |
|  | o |  |  | Tütüncü Mehmet Efendi | 40° 58′ 41″ N, 29° 03′ 58″ E | (Göztepe)         |
|  | o |  |  | Sahrayıcedit          | 40° 58′ 47″ N, 29° 04′ 36″ E |                   |
|  | o |  |  | Yenisahra             | 40° 59′ 06″ N, 29° 05′ 30″ E | (M4)              |
|  | o |  |  | Ataşehir              | 40° 59′ 25″ N, 29° 06′ 15″ E |                   |
|  | o |  |  | Finans Merkezi        | 40° 59′ 59″ N, 29° 06′ 42″ E | (en projet)       |
|  | o |  |  | Site                  | 41° 00′ 28″ N, 29° 06′ 46″ E | (en projet)       |
|  | o |  |  | Atakent               | 41° 00′ 57″ N, 29° 06′ 13″ E |                   |
|  | o |  |  | Çarşı                 | 41° 01′ 36″ N, 29° 05′ 48″ E | (M5)              |
|  | o |  |  | SBÜ Hastanesi         | 41° 01′ 49″ N, 29° 06′ 08″ E |                   |
|  | O |  |  | Kâzım Karabekir       | 41° 02′ 33″ N, 29° 05′ 57″ E | (en construction) |